# Gustav Berlin
Per Gustav Berlin, född 1905 i Södra Sandby, Skåne,  död 1988, var en svensk konsthantverkare.
Berlin studerade vid Skånska målarskolan i Malmö samt under studieresor till Danmark. Hans konst består av blomsterstilleben, hamnmiljöer med fiskebåtar, vyer från Blekinge skärgård och stadsmotiv i olja samt dekorativa målningsarbeten.